# Fallin'
"Fallin'" é o primeiro single da cantora de R&B/soul Alicia Keys. O single foi extraído  de Songs in A Minor em abril de 2001, sendo ainda hoje uma das canções mais conhecidas de Keys. Atingiu a posição de número 1 entre os mais vendidos dos Estados Unidos (de acordo com o ranking publicado semanalmente pela Revista Billboard).

## Informação sobre a canção
A canção fala de um relacionamento com emoções confusas (na tênue linha de amor e ódio). Procedendo a introdução a capella dos primeiros versos, Keys começa a explicar o relacionamento que possui com seu namorado, que varia de momentos felizes a dor conflitante. Keys escreveu e produziu a canção, além de ter também fornecido maior parte da música tocando em seu piano. A gravação também inclui uma performance de violino pela "violista rapper" Miri Ben-Ari. O atual colaborador de Keys na composição de canções, Kerry "Krucial" Brothers, providenciou a programação de bateria da canção.

## Prêmios
Como foi uma das canções mais aclamadas de 2001, não foi nenhuma surpresa ver "Fallin'" indicada para vários prêmios. "Fallin'" foi indicada a quatro Grammys: Canção do Ano, Gravação do Ano, Canção de R&B do Ano e Melhor Performance Vocálica Feminina de R&B. A canção ganhou os prêmios de Melhor Performance Vocálica Feminina de R&B, Canção de R&B do Ano e Canção do Ano (dos quatro prêmios indicados, a canção perdeu apenas o de Gravação do Ano para "Walk On" do U2).
No Billboard Music Awards de 2001, "Fallin'" foi indicada ao prêmio de Melhor Canção Entre os Singles Mais Vendidos do Ano, mas perdeu para "Hanging by a Moment" da banda Lifehouse. A canção também foi indicada a Melhor Canção e Melhor Videoclipe nos NAACP Image Awards de 2002.

## Videoclipe
O videoclipe de "Fallin'" foi dirigido por Chris Robinson e recebeu grande rotação pelos canais BET e MTV2 durante a primavera e o verão de 2001. Diferentemente de outros videoclipes de R&B daquele ano, o de "Fallin'" não mostrava nenhum tipo de dança.
O videoclipe de "Fallin'" mostra Keys no caminho da prisão para visitar seu namorado encarcerado. A história mostrada nesse videoclipe continua no próximo videoclipe de Keys, "A Woman's Worth", no qual ela ajuda seu namorado a se reajustar à vida após ele ter saído da cadeia.

## Créditos da canção
- Composição: Alicia Keys
  - Baseado em alguns elementos da canção "It's a Man's, Man's Man's World", composta por James Brown e Betty Jean Newsome
- Produtora: Alicia Keys
- Vocais pricipais: Alicia Keys
- Vocais secundários: Alicia Keys, Cindy Mizelle, Tammy Saunders e Andricka Hall
- Violinista: Miri Ben-Ari
- Programação da bateria: Kerry "Krucial" Brothers
- Piano e outros instrumentos: Alicia Keys

## Charts
| Chart (2001)                     | Peak position |
| -------------------------------- | ------------- |
| Australian Singles Chart         | 7             |
| Austrian Singles Chart           | 3             |
| Belgian Singles Chart (Flanders) | 1             |
| Belgian Singles Chart (Wallonia) | 3             |
| Canadian Singles Chart           | 24            |
| Dutch Top 40                     | 1             |
| European Hot 100 Singles         | 3             |
| German Singles Chart             | 2             |
| Irish Singles Chart              | 3             |
| Italian Singles Chart            | 3             |
| New Zealand Singles Chart        | 1             |

| Chart (2001)                         | Peak position |
| ------------------------------------ | ------------- |
| Swedish Singles Chart                | 7             |
| Swiss Singles Chart                  | 2             |
| UK Singles Chart                     | 3             |
| U.S. Billboard Hot 100               | 1             |
| U.S. Billboard Hot R&B/Hip-Hop Songs | 1             |
| Chart (2002)                         | Peak position |
| Danish Singles Chart                 | 14            |
| French Singles Chart                 | 5             |
| Norwegian Singles Chart              | 2             |
| U.S. Billboard Adult Contemporary    | 24            |

## Certificações
| País           | Provedor | Vendas    | Certificação |
| -------------- | -------- | --------- | ------------ |
| Estados Unidos | RIAA     | 2.000,000 | 2× Platina   |